# Grupo Doux
O Grupo Doux (em francês: Groupe Doux) é um grupo empresarial francês do setor de carne de aves, com sede em Châteaulin, Bretanha. É o maior produtor e processador de carne de aves na Europa e um dos cinco maiores exportadores de aves e produtos avícolas do mundo. A empresa é dirigida por Pierre Jean Doux e Charles Doux.[carece de fontes?]
O grupo Doux reune mais de 12 300 colaboradores através do mundo (7800 empregados no Brasil, 4500 na Europa) e trabalha com mais de 4300 produtores, em filial integrada, através do mundo.[carece de fontes?]